# Filipa Lancaster
Filipa Lancaster, ang. Philippa of Lancaster LG (ur. 31 marca 1360 w Leicester Castle, zm. 19 lipca 1415 w Odivelas) – królowa Portugalii, żona Jana I.
Filipa była najstarszą córką księcia Lancaster, Jana z Gandawy i jego pierwszej żony (dalszej krewnej) – Blanki Lancaster. Została nazwana na cześć jej babki, królowej Anglii – Filipy de Hainault. W 1387 r. poślubiła króla Portugalii, Jana I. Ślub odbył się w Porto. Mariaż ten połączył sojuszem Anglię i Portugalię, przeciw Kastylii i Francji. Od tej pory stosunki angielsko-portugalskie były dobre i pełne sympatii (zob. również Traktat Methuena).
Filipa do dziś jest wspominana jako dobra królowa. Miała z Janem ośmioro dzieci, ale tylko kilkoro z nich przeżyło dzieciństwo i otrzymało bardzo dobre wykształcenie:
- Blanka (30 lipca 1388 – marzec 1389), nazwana na cześć swojej babki
- Alfons (30 lipca 1390 – 22 grudnia 1400), nazwany na cześć kilku królów Portugalii m.in. jego pradziadka Alfonsa IV
- Edward I (31 października 1391 – 13 września 1438), nazwany na cześć swojego pradziadka Edwarda III, przyszły króla Portugalii, był również pisarzem
- Piotr (9 grudnia 1392 – 20 maja 1449), książę Coimbry, nazwany na cześć swojego dziadka Piotra I, rządca
- Henryk Żeglarz (4 grudnia 1394 – 13 listopada 1460), książę Viseu, zapoczątkował okres wielkich odkryć geograficznych
- Izabela (11 lutego 1397 – 17 grudnia 1471), księżna Burgundii (żonę Filipa III Dobrego)
- Blanka (1398)
- Jan (13 stycznia 1400 – 18 października 1442), pan Reguengos de Monsaraz
- Ferdynand (29 września 1402 – 5 czerwca 1443)

Filipa zmarła w czasie epidemii dżumy, w 1415 r. Została pochowana w klasztorze w Batalha.